# Fulvy
Fulvy ist eine französische Gemeinde mit 129 Einwohnern (Stand: 1. Januar 2022) im Département Yonne in der Region Bourgogne-Franche-Comté (vor 2016 Bourgogne) im Osten Frankreichs. Die Gemeinde gehört zum Arrondissement Avallon und zum Kanton Tonnerrois (bis 2015 Ancy-le-Franc). Die Einwohner werden Fulviens genannt.

## Geografie
Fulvy liegt etwa 53 Kilometer ostsüdöstlich von Auxerre am Armançon. Umgeben wird Fulvy von den Nachbargemeinden Ancy-le-Franc im Norden und Westen, Chassignelles im Osten und Nordosten sowie Villiers-les-Hauts im Süden.

## Bevölkerungsentwicklung
| Jahr                      | 1962 | 1968 | 1975 | 1982 | 1990 | 1999 | 2006 | 2013 |
| ------------------------- | ---- | ---- | ---- | ---- | ---- | ---- | ---- | ---- |
| Einwohner                 | 173  | 205  | 205  | 184  | 176  | 156  | 142  | 132  |
| Quelle: Cassini und INSEE |      |      |      |      |      |      |      |      |

## Sehenswürdigkeiten
- Kirche Saint-Julien aus dem 13. Jahrhundert
- Schloss Fulvy aus dem 18. Jahrhundert
- Mühle aus dem 19. Jahrhundert
- Steinbogenbrücke